# Debřece
Debřece (německy Debretz) je malá vesnice, část obce Skuhrov nad Bělou v okrese Rychnov nad Kněžnou. Nachází se asi 1 km na jihovýchod od Skuhrova nad Bělou. V roce 2009 zde bylo evidováno 46 adres. V roce 2001 zde trvale žilo 78 obyvatel.
Debřece leží v katastrálním území Skuhrov nad Bělou o výměře 8,85 km2.